# Барта, Мартина
Мартина Барта (чеш. Martina Bárta; род. 1 сентября 1988) — чешская джазовая певица и музыкант. Вокалист и валторнист, она была членом джазовой группы 4 To The Bar из Франкфурта-на-Майне. Барта также играла главную роль в мюзикле «Робин Гуд» вместе с Феликсом Словачеком и Карелом Готтом. В феврале 2017 года она получила право представлять Чехию в конкурсе Евровидение 2017 с песней «My Turn», но не смогла выйти в финал.